# Hubert Schwarzenberg
Pour les articles homonymes, voir Schwarzenberg.
Hubert Schwarzenberg, né le 21 novembre 1923 à Aix-la-Chapelle (Rhénanie-du-Nord-Westphalie), est un coureur cycliste allemand. Il est professionnel de 1948 à 1957.

## Palmarès
- 1950
  - 2e du championnat d'Allemagne sur route
- 1951
  - 6e étape du Tour d'Allemagne
- 1954
  - 3e du championnat d'Allemagne sur route
- 1957
  - 2e du Kaistenberg Rundfahrt

## Résultats sur les grands tours

### Tour d'Italie
- 1954 : abandon